# Saa
Pour les articles homonymes, voir SAA.
Les Saa forment une petite communauté mélanésienne d'environ un millier d'âmes vivant dans le sud de l'île de Pentecôte, au Vanuatu.
Cette communauté est célèbre pour l'une de ses cérémonies rituelles, le « saut du Gol ». Ses membres construisent chaque année d'avril à juin de grandes tours d'une trentaine de mètres de hauteur pour célébrer l'arrivée à maturité de l'igname, plante grimpante qui constitue l'essentiel de leur alimentation. Ils se jettent dans le vide du haut de ses édifices les jambes retenues par des lianes. Cette pratique a inspiré celle du saut à l'élastique dans les pays développés.
Malgré le développement du tourisme suscité par leurs prouesses acrobatiques, les Saa n'ont rien adopté en provenance du monde occidental et préservent farouchement leurs croyances animistes. Ils vivent dans des cases en bambou et sont organisés selon un système très hiérarchisé. Ils vivent de la chasse, de la pêche et de la culture de l'igname et du taro. Les femmes portent des pagnes et les hommes des étuis péniens.